# St. Johannis (Glandorf)

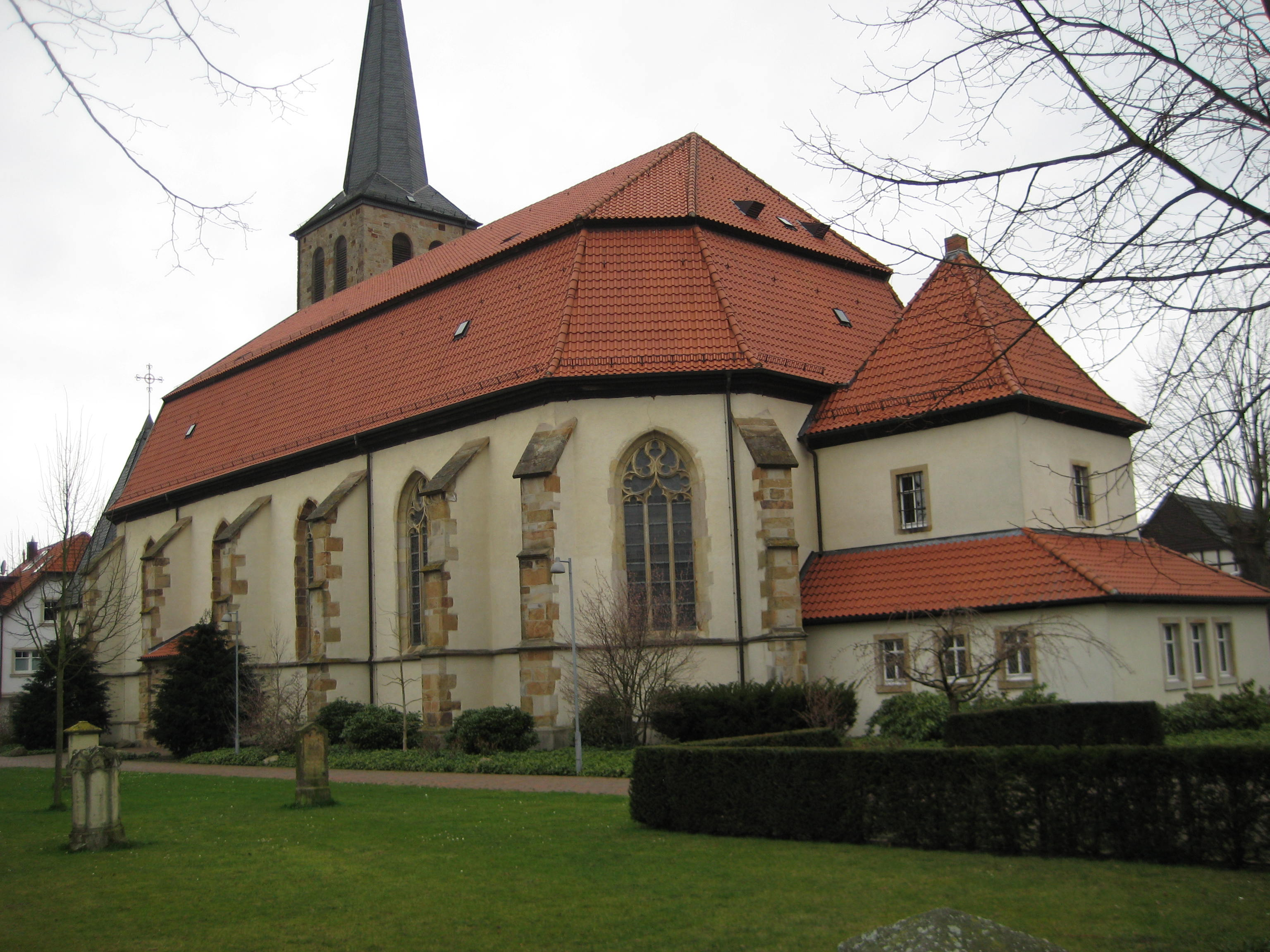
St. Johannis

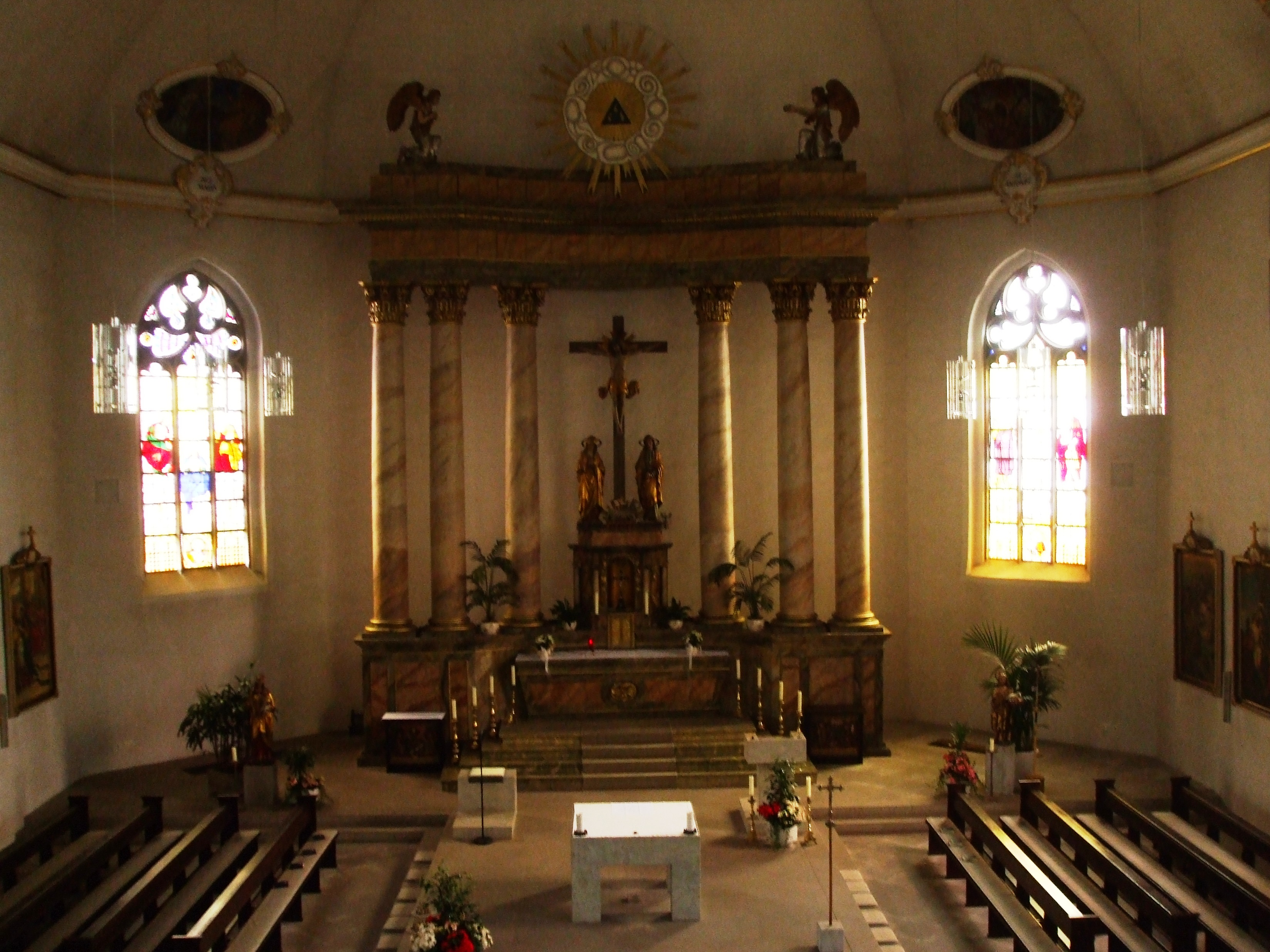
Blick auf den Chor

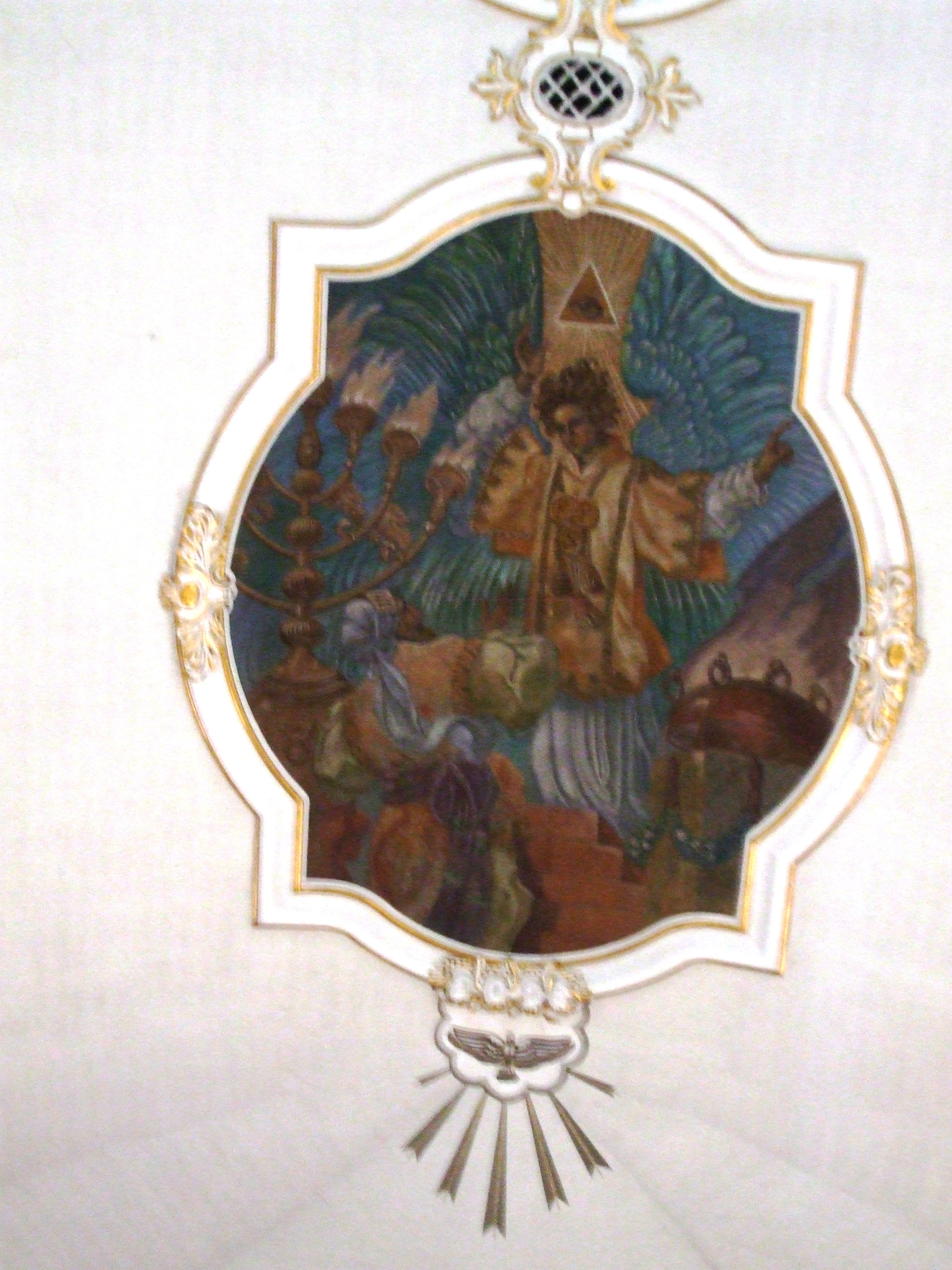
Deckengemälde

Die Kirche St. Johannis der Täufer ist eine römisch-katholische Kirche in Glandorf, einer Gemeinde im Landkreis Osnabrück in Niedersachsen. Die Kirche trägt das Patrozinium des heiligen Johannes des Täufers und gehört zur Pfarrgemeinschaft St. Johannis/Unbefleckte Empfängnis Mariens (Ortsteil Schwege) im Dekanat Osnabrück-Süd des Bistums Osnabrück. Die Kirche steht am Thieplatz im Ortskern von Glandorf. 

## Beschreibung
Der älteste Teil der Kirchhofsburg entstand um 1270 und bestand aus einer einschiffigen spätromanischen Anlage. 
Die Kirche wurde in den nachfolgenden Jahrhunderten laufend erweitert, so folgte um 1500 ein spätgotischer Neubau mit Erweiterung zur zweischiffigen Halle. Zwischen 1565 und 1665 kam es zu mehreren Zerstörungen, die stets wieder behoben wurden, was z. T. zur Veränderungen der Architektur führte. 1646 wurde der Westturm erhöht.
Während des Dreißigjährigen Krieges wurde die Kirche am 5. Mai 1636 durch schwedische Truppen vollständig niedergebrannt. Das Ereignis gibt eine in Stein gehauene Inschrift über einem Seiteneingang, der sog. Brauttür, der Kirche an. Der anschließende Wiederaufbau erfolgt unter der Wiederverwendung des alten Materials. Einzig der Westturm blieb erhalten. 
1665 stürzt das Dach nach einem schweren Sturm ein. Das gemauerte Gewölbe wird nicht wieder aufgebaut, es wird stattdessen ein Flachdach mit sichtbar angebrachten Eichenbalken und Holzplanken errichtet. 
Von 1817 bis 1820 wurde der Bau zu einer klassizistischen Saalkirche verändert und etwa 6 Meter Richtung Süden erweitert. An der Westseite wurde eine doppelstöckige Empore eingebaut, auf deren oberen Ebene der Spieltisch der Orgel zu finden ist. Im Jahr 1937 wurde der Turm auf 54 Meter erhöht. 
1991 bis 1992 wurden Kirche und Kirchturm von außen saniert, inklusive Umbau und Erweiterung der Sakristei. Dabei wurde die Statik der Westfassade und des Turms gesichert. 1995 bis 1996 erfolgte die Innensanierung der Kirche, so wie der Fenster in der Taufkapelle und der Sicherung der Statik an Westwand und Turm.

## Ausstattung
Im Inneren der Kirche gibt es mehrere Kunstwerke. Besonders sehenswert sind das hölzerne Vortragskreuz, welches aus dem 15. Jahrhundert stammt, sowie der Sandstein-Seitenaltar mit dem Kreuzigungsrelief sowie den Heiligen Benedikt und Clemens, der in der 1. Hälfte des 17. Jahrhunderts gefertigt wurde und vermutlich aus der Klosterkirche Iburg stammt.

### Orgel

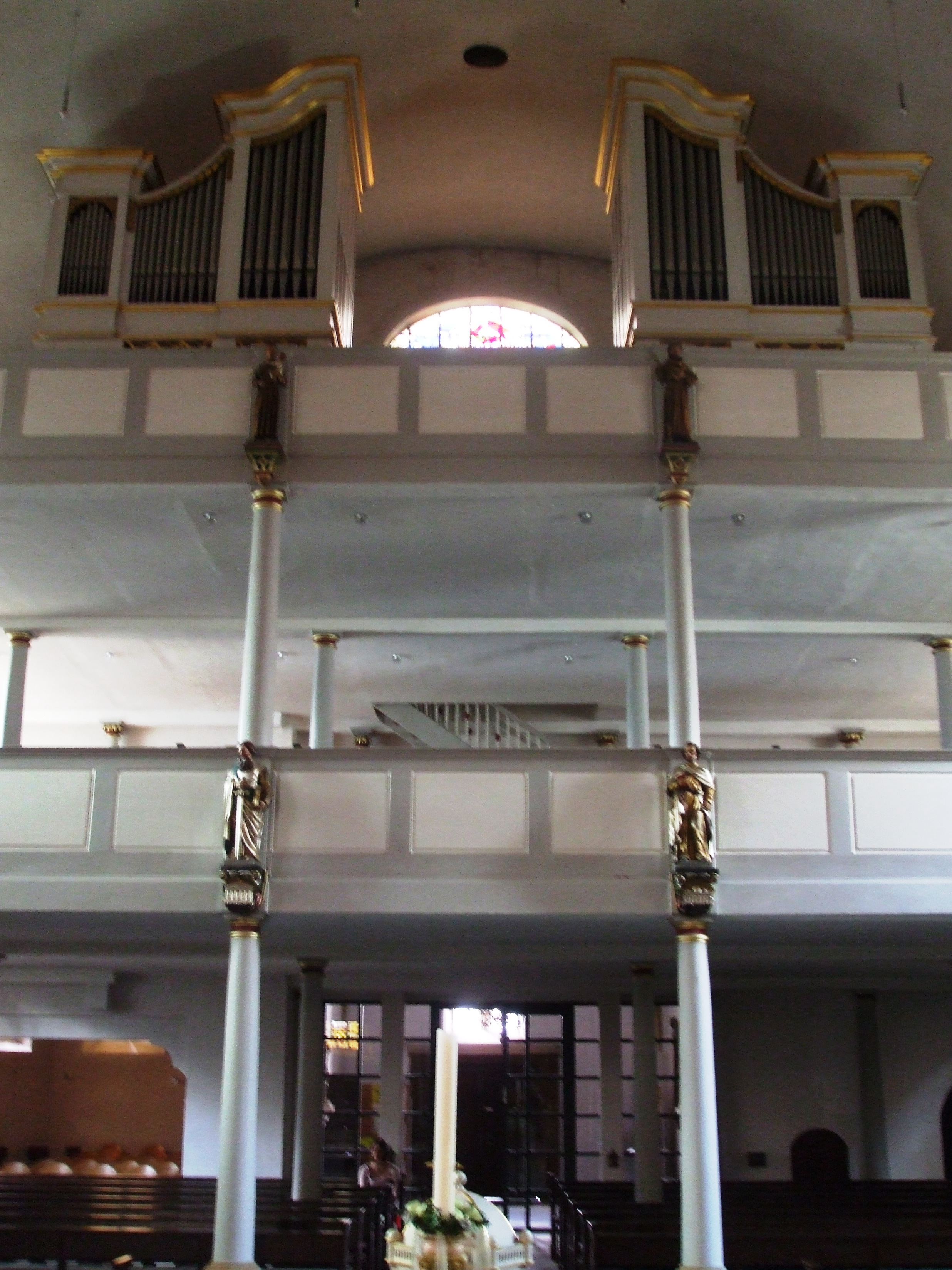
Blick auf den historischen Orgelprospekt

Die Orgel wurde 1829 von dem Orgelbauer Vorenweg-Kersting erbaut. Das Instrument ist mehrfach umgebaut worden. Von dem Ursprungs-Instrument sind noch acht Register original erhalten, weitere fünf Register stammen aus dem Jahre 1906. 1996 wurde die Orgel umfassend restauriert und technisch neu erbaut. Das Schleifladen-Instrument hat insgesamt 26 Register auf zwei Manualen und Pedal. Die Spieltrakturen sind mechanisch, die Registertrakturen elektrisch.
| I Hauptwerk C–f3 |           |       |
| 1.               | Bordun    | 16’   |
| 2.               | Prinzipal | 8’    |
| 3.               | Flöte     | 8’    |
| 4.               | Oktave    | 4’    |
| 5.               | Rohrflöte | 4’    |
| 6.               | Quinte    | 2 ⁄3′ |
| 7.               | Oktave    | 2’    |
| 8.               | Mixtur IV | 1 ⁄3′ |
| 9.               | Trompete  | 8’    |
|                  | Tremulant |       |

| II Schwellwerk C–f3 |                |        |
| 10.                 | Gambe          | 8’     |
| 11.                 | Schwebung      | 8’     |
| 12.                 | Gedackt        | 8’     |
| 13.                 | Prinzipal      | 4’     |
| 14.                 | Flöte          | 4’     |
| 15.                 | Quinte         | 2 ⁄3′  |
| 16.                 | Nachthorn      | 2’     |
| 17.                 | Terz           | 1 3⁄5′ |
| 18.                 | Scharff III 1’ |        |
| 19.                 | Basson         | 16’    |
| 20.                 | Dulcian        | 8’     |
|                     | Tremulant      |        |

| Pedal C–f1 |             |     |
| 21.        | Violon      | 16’ |
| 22.        | Subbass     | 16’ |
| 23.        | Oktave      | 8’  |
| 24.        | Gedacktbass | 8’  |
| 25.        | Choralbass  | 4’  |
| 26.        | Posaune     | 16’ |

- Koppeln: II/I, I/P, II/P

## Glocken
Vor dem Zweiten Weltkrieg hatte die Glockengießerei Otto aus Hemelingen/Bremen schon drei Bronzeglocken für Glandorf gegossen. Diese wurden im Krieg vernichtet. Nach der Kapitulation goss Otto für die St.-Johannis-Kirche im Jahr 1949 zwei Glocken (g' – b') und 1958/9 weitere zwei Glocken (c' – es'). Die Schlagtonreihe lautet: c' – es' – g' – b'. Die Glocken haben folgende Durchmesser: 1586 mm, 1310 mm, 1093 mm, 574 mm. Sie wiegen: 2794 kg, 1250 kg, 776 kg, 303 kg.

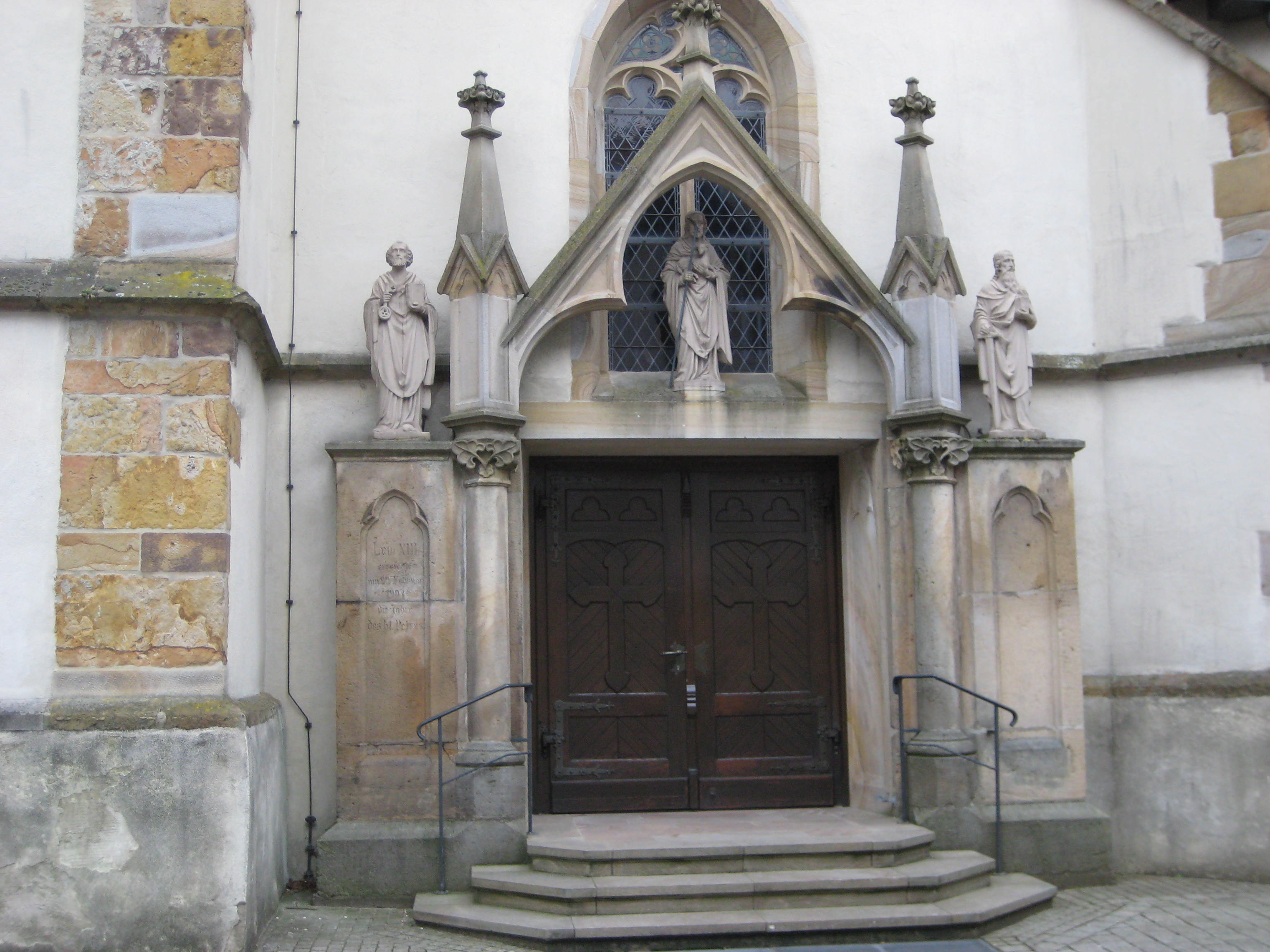
Portal von St. Johannis
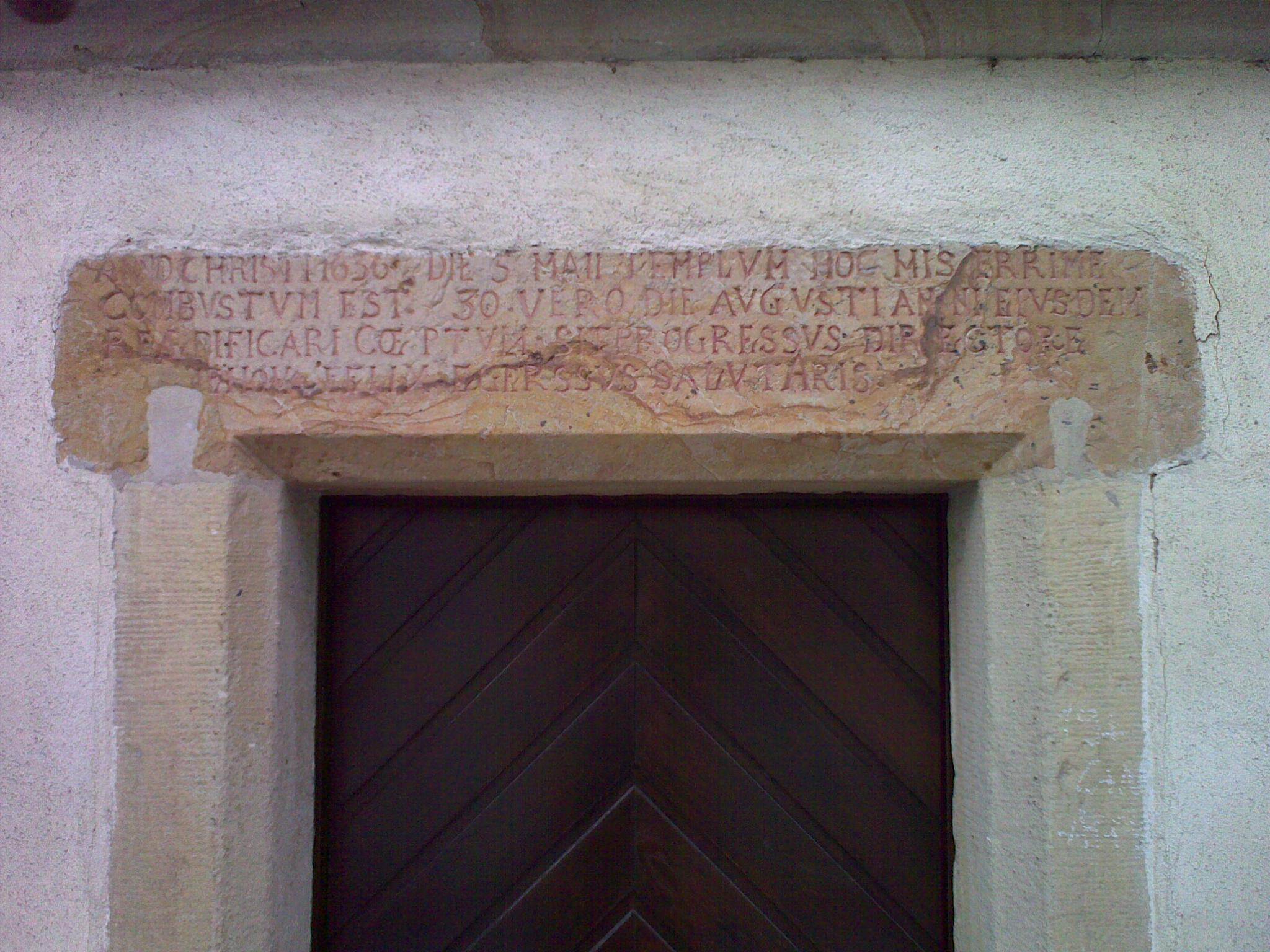
Inschrift über der sog. Brauttür von St. Johannis